# SS Medic (1899)
SS Medic byl parník společnosti White Star Line vybudovaný v loděnicích Harland & Wolff v Belfastu roku 1899. Byl jeden z pěti lodí třídy Jubileum společně s parníky Afric, Persic, Runic a Suevic. Sloužil na trase Liverpool - Kapské Město - Sydney.
Medic měl stejně jako jeho sesterské lodě jeden komín, tonáž pod 12 000 BRT a prostory pro 320 pasažérů 3. třídy. Protože byly tyto lodě spuštěny rok před koncem 19. století, byly nazvány třída Jubileum.
Po dlouhé službě pro White Star Line byl prodán a upraven na velrybářskou loď. Nakonec byl 12. září 1942 zasažen torpédem ponorky U-608 a potopil se.